# Calliax
Calliax is een geslacht van tienpotigen uit de familie Callianassidae. De wetenschappelijke naam van het geslacht is voor het eerst geldig gepubliceerd in 1973 door De Saint Laurent.

## Soorten
De volgende soorten zijn bij het geslacht ingedeeld:
- Calliax doerjesti Sakai, 1999
- Calliax lobata (De Gaillande & Lagardère, 1966)
- Calliax tooradin (Poore & Griffin, 1979)
- Calliax tulearensis Ngoc-Ho, 2014

### Synoniemen
- Calliax andamanica Sakai, 2002 = Eucalliax andamanica (Sakai, 2002)
- Calliax jonesi Heard, 1989 = Eucalliax jonesi (Heard, 1989)
- Calliax punica De Saint Laurent & Manning, 1982 = Calliaxina punica (De Saint Laurent & Manning, 1982)
- Calliax sakaii De Saint Laurent & Le Loeuff, 1979 = Calliaxina sakaii (De Saint Laurent & Le Loeuff, 1979)